# Węgierski Potok
Węgierski Potok – potok w Beskidzie Śląskim, pierwszy większy, lewobrzeżny dopływ Brennicy. Długość ok. 3,2 km. Cały tok w granicach administracyjnych wsi Brenna.
Źródła na wysokości 860–870 m n.p.m. na północnych stokach góry Kotarz. Spływa generalnie w kierunku północnym i na wysokości ok. 495 m n.p.m. uchodzi do Brennicy w rejonie końcowego przystanku autobusowego Brenna Bukowa. Dolina generalnie wąska, w większości zalesiona. W niewielkim rozszerzeniu doliny w środkowym biegu potoku, u ujścia do niego niewielkiego, prawobrzeżnego dopływu spod Beskidka (w grzbiecie Beskidu Węgierskiego), osiedle Węgierski.
Nazwa potoku pochodzi od istniejącego dawniej na stokach doliny szałasu "węgierskiego", założonego w końcu XVII w. przez osadników przybyłych tu z ówczesnych Górnych Węgier (dziś tereny Słowacji).